# 摩呾理迦
摩呾理迦，又作摩怛理迦、摩窒里迦、摩帝利迦、摩呾履迦、摩得勒伽、摩夷等，意译为母、母经、本母、智母、持母、行母、论母、行境界等；谓“於诸经论中反覆研核诸法性相，以阐明佛之真正教义者”，即标立名目而作释文（标目作释）的章法。

## 词源
梵语和巴利语皆来自词根，意为母亲、母系，和英语、拉丁语同源，故翻译成“母”；此处的母有「根本從此引生」的意思。

## 概论
摩呾理迦有两种：
- 毗奈耶摩呾理迦：是僧伽規制的綱目，对繁多的僧伽規制予以标出列举，即能忆持不忘，古称持母。
- 阿毗达摩论书摩呾理迦：如根本說一切有部《毘奈耶雜事》卷四〇云：「摩窒里迦……所謂四念處，四正勤，四神足，五根，五力，七菩提分，八聖道分，四無 畏，四無礙解，四沙門果，四法句，無諍，願智，及邊際定，空，無相，無願，雜修諸定 ，正入現觀，及世俗智，苫摩他，毘缽舍那，法集，法蘊，如是總名摩窒里迦」，即是标立四念处、四正勤、四神足等等题目，然後分述其义，如四念處經有解說、定義、觀境、修持方法、次第等。如此分列条目次第说明，如同由母亲所生，皆不离本，故称母经。

另有一种解释，言摩呾理迦为十二分教中之优波提舍（论议）与三藏中阿毗达磨藏（论藏）之总称。

## 其他
《根本說一切有部尼陀那目得迦》的「目得迦」，其原語是muktaka，而非摩呾理迦mātŗkā。